# فائز علي فائز
فائز علي فائز (بالإنجليزية: Faiz Ali Faiz)‏ هو مغني باكستاني، ولد في 1962.

## وصلات خارجية
- فائز علي فائز على موقع ميوزك برينز (الإنجليزية)
- فائز علي فائز على موقع أول ميوزيك (الإنجليزية)
- فائز علي فائز على موقع ديسكوغز (الإنجليزية)